# Sint-Hubertus-en-Sint-Luciakerk

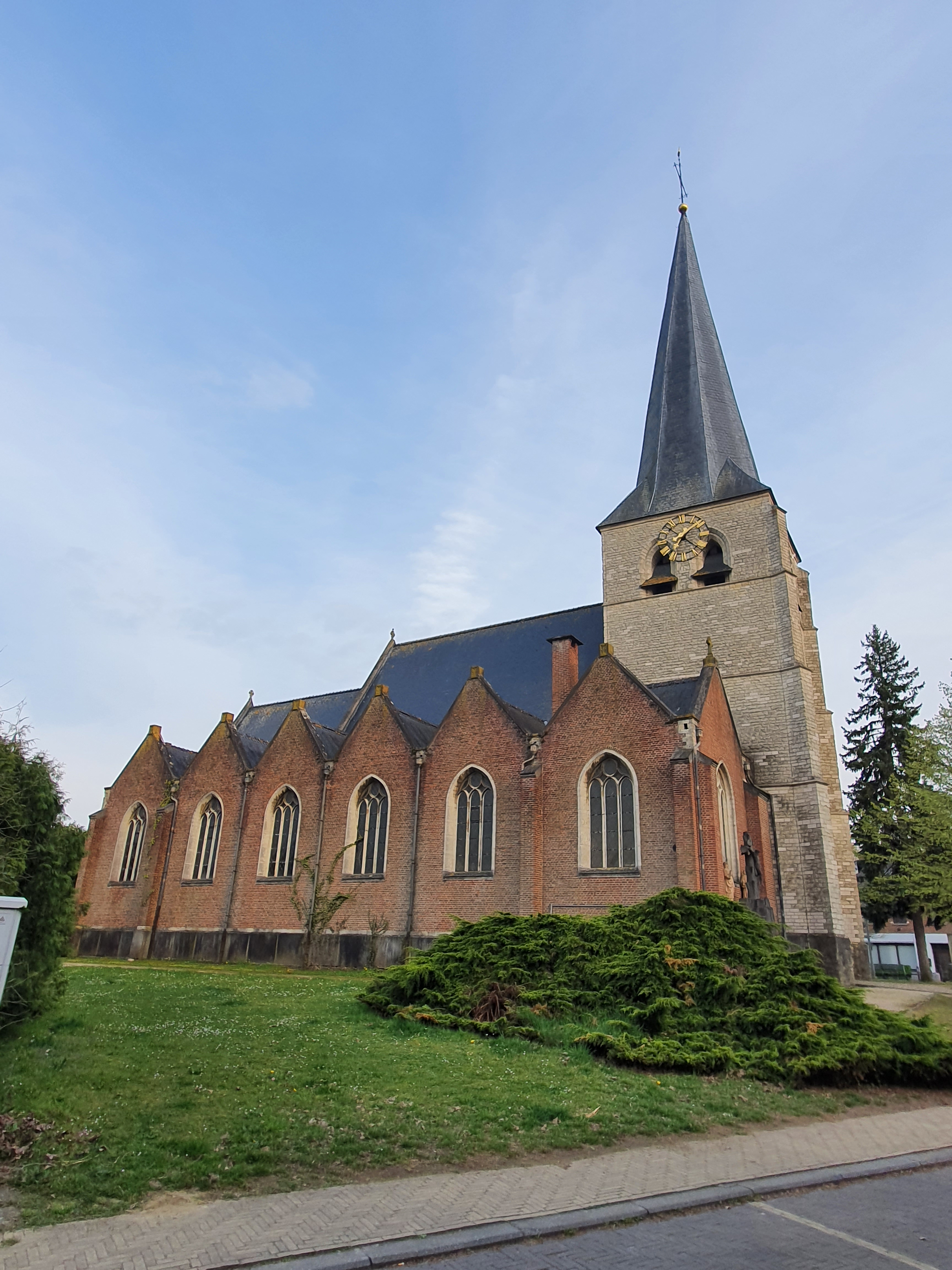
Sint-Hubertus en Sint-Luciakerk

De Sint-Hubertus en Sint-Luciakerk is de parochiekerk van de tot de Vlaams-Brabantse gemeente Haacht behorende plaats Wespelaar, gelegen aan de Grote Baan.
Deze kerk heeft een gotische westtoren uitgevoerd in zandsteen, uit het begin van de 14e eeuw. Ook het vlak afgesloten zandstenen koor is 14e-eeuws. In 1860 werd tussen koor en toren een nieuw bakstenen neogotisch schip gebouwd. Ook de torenspits en het ingangsportaal zijn 19e-eeuws.

## Interieur
Het hoofdaltaar is 18e-eeuws en in rococostijl uitgevoerd. Ook de preekstoel is 18e-eeuws. Een 16e-eeuws beeld van Onze-Lieve-Vrouw en Johannes de Evangelist is afkomstig van een calvariegroep. Er is een 17e-eeuws schilderij voorstellende: Salomé draagt het hoofd van Johannes de Doper. Er zijn ook diverse 18e-eeuwse schilderijen. Er zijn grafstenen van omstreeks 1600. Ook zijn er enkele 18e-eeuwse grafstenen.